# David Reuben (Unternehmer)
David Reuben ist ein britischer Unternehmer.

## Leben
Reuben entstammt einer jüdischen Familie. Gemeinsam mit seinem Bruder Simon Reuben gehört ihnen das britische Unternehmen Reuben Brothers. Nach Angaben des US-amerikanischen Magazins Forbes gehören die Reuben-Brüder zu den reichsten Briten. Reuben ist verheiratet und hat Kinder.